# 荒蒔康一郎
荒蒔 康一郎（あらまき こういちろう、1939年11月15日 - ）は、日本の実業家。茨城県常陸太田市出身。

## 経歴
父親が満洲飛行機製造に勤務していたため満洲国の奉天で生まれ、4歳半の時に父親の転勤に伴い茨城県久慈郡里美村（現在の常陸太田市）に移り住む。茨城県立太田第一高等学校を経て、1964年に東京大学農学部農芸化学科を卒業し、キリンビールに入社。参与、取締役、医薬事業本部長、常務を経て、1999年3月に専務に就任。2001年3月に社長に就任し、2006年に会長に就任した。
2018年秋に旭日重光章を受章した。